# La Doré
Pour les articles homonymes, voir Doré.
La Doré est une municipalité de paroisse du Québec (Canada), faisant partie de la municipalité régionale de comté du Domaine-du-Roy, située dans la région administrative de Saguenay–Lac-Saint-Jean. La municipalité est membre de la Fédération des Villages-relais du Québec.

## Toponymie
La municipalité doit son nom à la rivière au Doré. D'abord connue sous l'appellation de la colonie de Rivière-au-Doré, la mission Notre-Dame-de-la-Visitation-de-la-Doré accédera au statut de paroisse en 1904 sous le nom de Notre-Dame-de-la-Doré. Elle prit le nom de La Doré en 1984.

## Histoire

### Chronologie municipale
- 16 mars 1906 : Érection de la municipalité de Saint-Félicien-Partie-Nord-Ouest.
- 17 avril 1915 : La municipalité de Saint-Félicien-Partie-Nord-Ouest devient la paroisse de Notre-Dame-de-la-Doré.
- 3 septembre 1983 : La paroisse de Notre-Dame-de-la-Doré devient la paroisse de La Doré.

### Héraldique
| Virtus quam splendida |
| --------------------- |

| L'écu de la municipalité de La Doré se blasonne ainsi : Coupé, au un d'azur à un croissant d'or accompagné de douze étoiles d'argent posées cinq, deux, cinq, au deux de gueules à un doré d'or. Armes parlantes. |

## Géographie
À partir de son crénon, dans l'ouest de la municipalité, la rivière au Doré coule vers le sud-est.
À partir du lac des Gagnon, dans le sud-ouest, la rivière au Doré Ouest coule vers l'est jusqu'à sa confluence avec la rivière au Doré.
La rivière Ashuapmushuan délimite le nord-est de la municipalité en coulant vers le sud-est.
La rivière aux Trembles en délimite le sud-ouest jusqu'à son embouchure dans le lac à la Truite. À partir de la décharge de ce lac la rivière Pémonca délimite le nord-ouest de la municipalité puis en traverse le nord vers l'est jusqu'à sa confluence avec la rivière Ashuapmushuan.
La rivière aux Saumons coule du sud-est vers le nord-est.

## Démographie
| 1991  | 1996  | 2001  | 2006  | 2011  | 2016  | 2021  |
| ----- | ----- | ----- | ----- | ----- | ----- | ----- |
| 1 668 | 1 624 | 1 553 | 1 454 | 1 453 | 1 365 | 1 359 |

## Administration
Les élections municipales se font en bloc pour le maire et les six conseillers.
| La Doré Maires depuis 2001                                                                                           |                    |         |          |
| Élection | Maire              | Qualité | Résultat |
| 2001 | Jacques Asselin    |         | Voir     |
| 2005 | Jacques Asselin    | Voir    |          |
| 2009 | Jacques Asselin    | Voir    |          |
| 2013 | Jacques Asselin    | Voir    |          |
| 2017 | Yanick Baillargeon |         | Voir     |
| 2021 | Ghislain Laprise   |         | Voir     |
| Élection partielle en italique Depuis 2005, les élections sont simultanées dans toutes les municipalités québécoises |                    |         |          |

## Économie
La municipalité de La Doré compte un festival de camions, le Festival des camionneurs de La Doré, qui a eu lieu pour la première fois à l'été 1981. En 1991 le club Rallye des loups crée un festival de motoneige au mois de janvier. Connu sous le nom de Rallye des Loups de La Doré se déroulant sur une distance d'environ 200 km il se voulait une course de vitesse, d’endurance et d’aptitude en motoneige au fil des ans vu la baisse de popularité le comité on réorienté la compétition, c'est maintenant une compétition de type snow-cross sanctionnée SCM. 

Le festival équestre de La Doré a vu le jour en 2010. Il se veut la finale régionale de compétition Gymkhana. Aussi en 2014 la municipalité accueillera une tranche provinciale de compétition de moto et quad de type supermotard et superquad à la fin mai La municipalité compte aussi l'un des plus vieux moulins à scie hydraulique encore en opération au Québec ; il est un site touristique et historique majeur pour le village et la région.

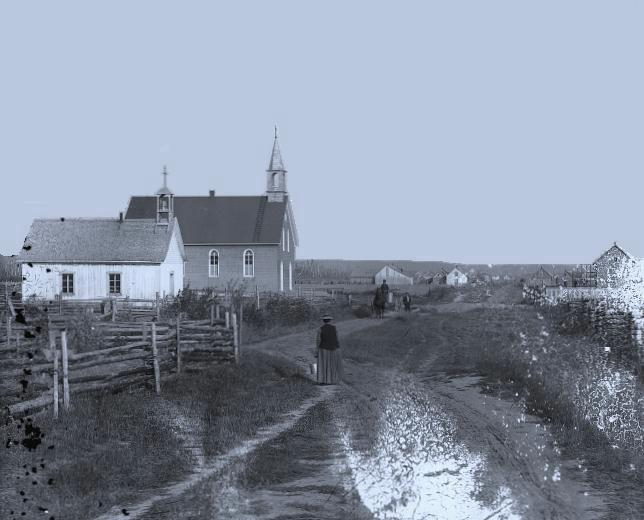
La Doré, vers 1903